# María Asunción Martín Lou
María Lou (Zaragoza, 1944) es una científica e investigadora española especializada en geografía, vicepresidenta y secretaria general de la Real Sociedad Geográfica de España.

## Trayectoria
Fue Becaria del Primer Plan de Formación de Personal Investigador del Consejo Superior de Investigaciones Científicas (CSIC), en el Instituto de Geografía Aplicada. Trabajó como profesora Ayudante en la Facultad de Geografía e Historia hasta 1975 y ha desempeñado parte de su labor profesional como profesora  en el Departamento de Análisis Geográfico Regional y Geografía Física de la Facultad de Geografía e Historia de la Universidad Complutense de Madrid.
Fue Secretaria del Instituto de Geografía Aplicada  desde 1975 a 1986 y Directora del Instituto de Economía, Geografía y Demografía (IEGD) de 1991 a 2002. Es Directora de la Revista Estudios Geográficos (CSIC), del Boletín de la Real Sociedad Geográfica, miembro del Consejo de redacción del equipo editorial de Geografía de la UCM, y es Secretaria de la Unión Geográfica Internacional.
Sus publicaciones desde los años 80, principalmente enfocadas en España, muestran un creciente interés por temas sobre el medioambiente y la inmigración/emigración.